# Флик Шагвелл
Флик Шагвелл (англ. Flick Shagwell, настоящее имя Ребекка Ли, англ. Rebecca Lee, род. 3 марта 1979 или 5 марта 1979, Уимблдон, Большой Лондон) — британская порноактриса, лауреатка премии AVN Awards.

## Биография
Родилась 3 марта 1979 года в Уимблдоне, выросла там же. Дебютировала в порноиндустрии в 2000 году. Первыми ролями были видеоролики в стиле любительской порнографии, в том числе Dirty Debutants Эда Пауэрса.
«Флик» в сценическом имени актрисы — кличка, данная ей одним из бывших бойфрендов, так как, по его словам, она напоминает Флика, главного героя мультфильма A Bug’s Life. «Шагвелл» — отсылка к персонажу Felicity Shagwell из фильма «Остин Пауэрс».
В 2003 году получила AVN Awards в номинации «лучшая сцена орального секса» за роль в Lady Fellatio: In the … Dog House!. В 2004 году — выиграла AVN Awards в категории «лучшая лесби-сцена» за The Violation of Jessica Darlin (вместе с Джессикой Дарлин, Бренди Лайонс, Ланой Мур, Холли Стивенс, Эшли Блу и Кристал Рэй). Также в 2003 году была номинирована на AVN Awards в категории «лучшая лесби-сцена» за Girl Crazy 2, а в 2005 году — в категории «лучшая групповая сцена (видео)» за World Class Ass.
С декабря 2006 года по июнь 2007 года не снималась и работала визажистом. Ушла из индустрии в 2011 году, снявшись в 358 фильмах.
Снималась для Adam & Eve, Anabolic Video, Devil's Film, Diabolic Video, Elegant Angel, Hustler Video, Jill Kelly Productions, JM Productions, New Sensations, Sin City, VCA, Wicked Pictures, Zero Tolerance и других студий.
У актрисы есть пирсинг в пупке, а также две татуировки — на правой и левой руках. Тату на левом предплечье — это текст из 104-го сонета Шекспира: To me, fair friend, you never can be old. For as you were when first your eye I eyed. Such seems your beauty still.

## Награды и номинации

### Награды
- 2004 AVN Awards — лучшая лесбийская сцена, за The Violation of Jessica Darlin
- 2003 AVN Awards — Лучшая сцена орального секса, за Lady Fellatio: In the … Dog House!

### Номинации
- 2005 AVN Awards — лучшая лесбийская сцена, видео, за Girl Crazy 2
- 2005 AVN Awards — лучшая групповая сцена, видео, за World Class Ass

## Избранная фильмография
- Girl Crazy 2
- Lady Fellatio: In the … Dog House!
- The Violation of Jessica Darlin
- World Class Ass